# Soquete 939

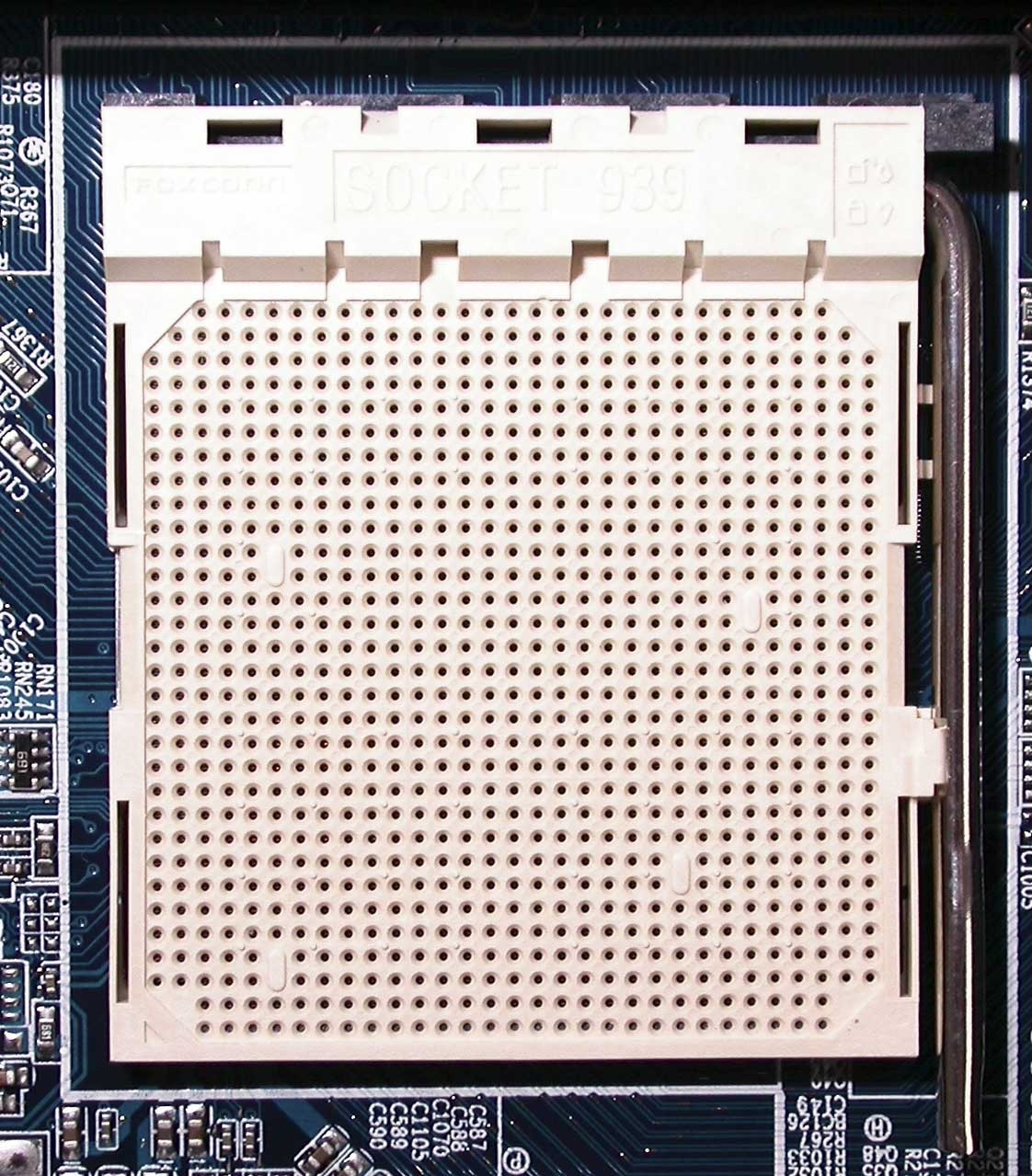
O Soquete 939

O Soquete 939 é um soquete da AMD, que tem esse nome devido ao número de pinos do processador, foi introduzido em Junho de 2004 para substituir o Soquete 754 e introduzir definitivamente o Athlon 64. Foi brevemente substituido pelo Soquete AM2 por causa das memórias DDR2. Engloba os processadores: Athlon 64, Athlon 64 FX, Athlon 64 X2 e Opteron.

## 939 e Dual-Channel
Os processadores de Soquete 939 tem o controlador de memória com a arquitetura Dual-Channel DDR, se voce tiver 2 pentes identicos de memória DDR e estiver instalado na posição Dual-Channel na placa mãe, o processador acessa a memória a 128-bits contra 64-bits em Single-Channel. Processadores deste soquete possuem Hyper-Transport 1000 MHz, contra o Hyper-Transport 800 MHz do Soquete 754
Este soquete marcou a era K8, os processadores Athlon 64 deste soquete são mais populares que os do antigo soquete, mas os processadores de dois núcleos como o Athlon 64 X2 deste soquete são mais raros. Depois do Soquete AM2 a AMD descontinuou a produção de processadores deste soquete.
Observação: dois módulos idênticos de memória é o ideal para dual-chanel, mas pode-se usar módulos diferentes (tanto do fabricante do módulo quanto dos chips) desde que:
1 - tenham quantidade igual de memória.
2 - tenham igual número de chips e do mesmo tipo.
3 - tenham as mesmas temporizações na frequência em vão trabalhar; exemplo:
```
   @166 mhz   2.5-3-3-7 (CL-LCD-PR-RAS) / 10-12-2 (RC-RFC-RRD)
```

## Modelos de processadores Soquete 939 (Opteron não incluído)

### Athlon 64
- Athlon 64 3000+
- Athlon 64 3200+
- Athlon 64 3500+
- Athlon 64 3700+
- Athlon 64 3800+
- Athlon 64 4000+
- Athlon 64 4200+
- Athlon 64 4400+

### Athlon 64 X2
- Athlon 64 X2 3800+
- Athlon 64 X2 4200+
- Athlon 64 X2 4400+
- Athlon 64 X2 4600+
- Athlon 64 X2 4800+

### Athlon 64 FX
- FX-53
- FX-55
- FX-57
- FX-60